# Pendé (departement)
Pendé er et af de fem departementer, som udgør regionen Logone Oriental i Tchad.
8°39′N 16°51′Ø / 8.65°N 16.85°Ø